# Bilheteira dos cinemas em Portugal em 2018
Lista com o valor das receitas em euros (€) e o número de espectadores dos principais filmes lançados nos cinemas em Portugal, no ano de 2018.

## Filme com maior receita bruta em cada semana
| #  | Semana                         | Filme                                          | Receita bruta  | Espectadores |
| -- | ------------------------------ | ---------------------------------------------- | -------------- | ------------ |
| 1  | 28 de dezembro — 3 de janeiro  | Ferdinando                                     | 502 968,85 €   | 99 911       |
| 2  | 4 — 10 de janeiro              | Jumanji: Bem-Vindos à Selva                    | 272 885,85 €   | 49 920       |
| 3  | 11 — 17 de janeiro             | Jumanji: Bem-Vindos à Selva                    | 202 529,56 €   | 37 211       |
| 4  | 18 — 24 de janeiro             | The Commuter - O Passageiro                    | 298 800,18 €   | 53 851       |
| 5  | 25 — 31 de janeiro             | The Post                                       | 341 483,20 €   | 63 075       |
| 6  | 1 — 7 de fevereiro             | The Post                                       | 234 092,93 €   | 42 636       |
| 7  | 8 — 14 de fevereiro            | As Cinquenta Sombras Livre                     | 1 016 606,19 € | 182 855      |
| 8  | 15 — 21 de fevereiro           | Black Panther                                  | 577 366,21 €   | 98 024       |
| 9  | 22 — 28 de fevereiro           | Black Panther                                  | 370 684,37 €   | 63 973       |
| 10 | 1 — 7 de março                 | A Agente Vermelha                              | 298 417,91 €   | 52 709       |
| 11 | 8 — 14 de março                | A Agente Vermelha                              | 244 351,79 €   | 43 218       |
| 12 | 15 — 21 de março               | Tomb Raider                                    | 477 939,59 €   | 82 724       |
| 13 | 22 — 28 de março               | Tomb Raider                                    | 358 861,27 €   | 63 305       |
| 14 | 29 de março — 4 de abril       | Peter Rabbit                                   | 477 824,92 €   | 95 987       |
| 15 | 5 — 11 de abril                | Peter Rabbit                                   | 280 682,46 €   | 56 218       |
| 16 | 12 — 18 de abril               | Rampage - Fora de Controlo                     | 240 514,71 €   | 41 901       |
| 17 | 19 — 25 de abril               | Vingadores: Guerra do Infinito                 | 294 277,30 €   | 48 349       |
| 18 | 26 de abril — 2 de maio        | Vingadores: Guerra do Infinito                 | 1 135 027,49 € | 187 604      |
| 19 | 3 — 9 de maio                  | Vingadores: Guerra do Infinito                 | 403 642,28 €   | 66 677       |
| 20 | 10 — 16 de maio                | Vingadores: Guerra do Infinito                 | 255 643,94 €   | 43 519       |
| 21 | 17 — 23 de maio                | Deadpool 2                                     | 749 322,33 €   | 132 209      |
| 22 | 24 — 30 de maio                | Deadpool 2                                     | 461 017,74 €   | 84 876       |
| 23 | 31 de maio — 6 de junho        | Deadpool 2                                     | 357 071,07 €   | 65 039       |
| 24 | 7 — 13 de junho                | Mundo Jurássico: Reino Caído                   | 618 422,62 €   | 103 495      |
| 25 | 14 — 20 de junho               | Mundo Jurássico: Reino Caído                   | 322 593,05 €   | 54 492       |
| 26 | 21 — 27 de junho               | Ocean's 8                                      | 228 879,66 €   | 42 888       |
| 27 | 28 de junho — 4 de julho       | The Incredibles 2: Os Super-Heróis             | 1 118 660,67 € | 208 155      |
| 28 | 5 — 11 de julho                | The Incredibles 2: Os Super-Heróis             | 665 613,99 €   | 124 892      |
| 29 | 12 — 18 de julho               | The Incredibles 2: Os Super-Heróis             | 499 373,20 €   | 96 063       |
| 30 | 19 — 25 de julho               | Mamma Mia! Here We Go Again                    | 640 743,08 €   | 116 701      |
| 31 | 26 de julho — 1 de agosto      | Hotel Transylvania 3: Umas Férias Monstruosas  | 605 012,77 €   | 118 530      |
| 32 | 2 — 8 de agosto                | Missão: Impossível – Fallout                   | 692 800,86 €   | 116 523      |
| 33 | 9 — 15 de agosto               | Missão: Impossível – Fallout                   | 452 010,06 €   | 78 454       |
| 34 | 16 — 22 de agosto              | Homem-Formiga e a Vespa                        | 332 504,96 €   | 57 935       |
| 35 | 23 — 29 de agosto              | Meg: Tubarão Gigante                           | 568 771,94 €   | 97 880       |
| 36 | 30 de agosto — 5 de setembro   | Meg: Tubarão Gigante                           | 316 806,25 €   | 57 201       |
| 37 | 6 — 12 de setembro             | The Nun - A Freira Maldita                     | 881 029,47 €   | 150 833      |
| 38 | 13 — 19 de setembro            | The Nun - A Freira Maldita                     | 348 301,94 €   | 63 479       |
| 39 | 20 — 26 de setembro            | The Nun - A Freira Maldita                     | 155 948,80 €   | 28 421       |
| 40 | 27 de setembro — 3 de outubro  | A Turma da Noite                               | 106 120,73 €   | 19 806       |
| 41 | 4 — 10 de outubro              | Venom                                          | 679 967,33 €   | 115 289      |
| 42 | 11 — 17 de outubro             | Venom                                          | 321 217,21 €   | 55 282       |
| 43 | 18 — 24 de outubro             | Johnny English Volta a Atacar                  | 303 200,44 €   | 80 996       |
| 44 | 25 — 31 de outubro             | Assim Nasce Uma Estrela                        | 239 133,57 €   | 44 135       |
| 45 | 1 — 7 de novembro              | Bohemian Rhapsody                              | 706 364,37 €   | 120 444      |
| 46 | 8 — 14 de novembro             | Bohemian Rhapsody                              | 518 072,17 €   | 90 973       |
| 47 | 15 — 21 de novembro            | Monstros Fantásticos: Os Crimes de Grindelwald | 784 169,66 €   | 134 319      |
| 48 | 22 — 28 de novembro            | Monstros Fantásticos: Os Crimes de Grindelwald | 362 157,80 €   | 62 524       |
| 49 | 29 de novembro — 5 de dezembro | Ralph vs Internet                              | 215 564,35 €   | 41 352       |
| 50 | 6 — 12 de dezembro             | Engenhos Mortíferos                            | 173 649,01 €   | 29 969       |
| 51 | 13 — 19 de dezembro            | Aquaman                                        | 647 062,73 €   | 109 623      |
| 52 | 20 — 26 de dezembro            | Aquaman                                        | 407 849,05 €   | 70 967       |
| 53 | 27 de dezembro — 2 de janeiro  | Creed II                                       | 435 191,34 €   | 77 810       |

## Os 10 filmes mais vistos
| #  | Estreia                | Filme                                         | Receita bruta  | Espectadores |
| -- | ---------------------- | --------------------------------------------- | -------------- | ------------ |
| 1  | 28 de junho de 2018    | The Incredibles 2: Os Super-Heróis            | 3 188 054,91 € | 605 910      |
| 2  | 31 de outubro de 2018  | Bohemian Rhapsody                             | 2 650 012,48 € | 469 267      |
| 3  | 26 de julho de 2018    | Hotel Transylvania 3: Umas Férias Monstruosas | 2 260 785,15 € | 444 323      |
| 4  | 8 de fevereiro de 2018 | As Cinquenta Sombras Livre                    | 2 368 314,05 € | 430 487      |
| 5  | 25 de abril de 2018    | Vingadores: Guerra do Infinito                | 2 419 591,98 € | 408 250      |
| 6  | 17 de maio de 2018     | Deadpool 2                                    | 2 150 600,52 € | 385 993      |
| 7  | 11 de outubro de 2018  | Assim Nasce Uma Estrela                       | 1 847 333,92 € | 363 645      |
| 8  | 19 de julho de 2018    | Mamma Mia! Here We Go Again                   | 1 977 171,69 € | 361 841      |
| 9  | 4 de outubro de 2018   | Johnny English Volta a Atacar                 | 1 602 766,15 € | 322 608      |
| 10 | 2 de agosto de 2018    | Missão: Impossível – Fallout                  | 1 767 014,30 € | 308 818      |

## Os 10 filmes nacionais mais vistos
| #  | Estreia               | Filme            | Receita bruta | Espectadores |
| -- | --------------------- | ---------------- | ------------- | ------------ |
| 1  | 18 de outubro de 2018 | Pedro e Inês     | 184 984,38 €  | 46 717       |
| 2  | 18 de janeiro de 2018 | Bad Investigate  | 241 813,86 €  | 45 823       |
| 3  | 6 de dezembro de 2018 | Parque Mayer     | 193 347,89 €  | 36 161       |
| 4  | 12 de abril de 2018   | Soldado Milhões  | 121 732,18 €  | 28 853       |
| 5  | 8 de novembro de 2018 | Carga            | 55 181,44 €   | 25 819       |
| 6  | 26 de julho de 2018   | Linhas de Sangue | 69 909,29 €   | 13 627       |
| 7  | 31 de outubro de 2018 | Raiva            | 34 648,74 €   | 7 344        |
| 8  | 3 de maio de 2018     | Ruth             | 34 429,70 €   | 7 019        |
| 9  | 31 de maio de 2018    | Cabaret Maxime   | 27 157,63 €   | 5 363        |
| 10 | 22 de março de 2018   | O Capitão        | 24 568,79 €   | 5 297        |

Nota:   A cor de fundo       indica que o filme foi coproduzido com outros países.

## Exibição por distrito / região autónoma
| Distrito         | Ecrãs | Lugares | Receita bruta   | Espectadores |
| ---------------- | ----- | ------- | --------------- | ------------ |
| Aveiro           | 28    | 6 195   | 2 313 618,18 €  | 447 872      |
| Beja             | 8     | 1 947   | 61 876,67 €     | 20 506       |
| Braga            | 46    | 9 337   | 5 118 492,65 €  | 1 011 066    |
| Bragança         | 3     | 934     | 38 590,00 €     | 15 166       |
| Castelo Branco   | 11    | 2 178   | 700 540,22 €    | 142 764      |
| Coimbra          | 28    | 6 083   | 2 969 366,10 €  | 563 927      |
| Évora            | 13    | 3 037   | 1 005 437,15 €  | 195 365      |
| Faro             | 40    | 6 602   | 4 857 181,65 €  | 919 762      |
| Guarda           | 7     | 1 049   | 258 324,66 €    | 55 325       |
| Leiria           | 25    | 4 721   | 2 174 926,36 €  | 405 896      |
| Lisboa           | 151   | 27 464  | 28 670 267,27 € | 5 136 211    |
| Portalegre       | 5     | 1 163   | 26 890,21 €     | 9 121        |
| Porto            | 94    | 18 721  | 16 197 016,38 € | 3 111 266    |
| Santarém         | 14    | 2 271   | 989 672,40 €    | 195 101      |
| Setúbal          | 50    | 9 327   | 8 022 437,23 €  | 1 465 092    |
| Viana do Castelo | 9     | 1 690   | 612 512,91 €    | 134 573      |
| Vila Real        | 11    | 1 796   | 997 491,28 €    | 195 940      |
| Viseu            | 15    | 2 634   | 1 352 915,49 €  | 260 352      |
| Açores           | 9     | 1 714   | 649 220,85 €    | 138 769      |
| Madeira          | 13    | 2 647   | 1 358 086,50 €  | 265 300      |
| Total nacional   | 580   | 111 510 | 78 374 864,16 € | 14 689 374   |